# 马家镇 (成都市)
马家镇，是中华人民共和国四川省成都市新都区曾经下辖的一个镇。2019年12月，撤销马家镇、斑竹园镇，设立斑竹园街道。

## 行政区划
马家镇撤销前下辖以下地区：
石坝社区、林泉社区、骊园村、升庵村、锦城村、双龙村和北星村。